# San Sebastián (Baskija)
San Sebastián (baskijski: Donostia, službeno: Donostia-San Sebastián) je lučki grad u baskijskoj pokrajini Gipuskoa.
Nasuprot gradu leži otok Sveta Klara.

## Ime
San Sebastián na španjolskom znači Sveti Sebastijan. Baskijski oblik imena ("Donostia") ima istu etimologiju.

## Stanovništvo
Ima 182.930 stanovnika (stanje 2005.)

## Gospodarstvo
Glavna djelatnost je turizam, zbog privlačne obale, i trgovina.

## Sport

### Nogomet
Najpoznatiji sportski klub iz ovog grada je nogometni klub "Real Sociedad", koji se natječe u prvoj španjolskoj nogometnoj ligi.

### Šah
1911., San Sebástian ugostio je slavni šahovski turnir koji je osvojio kubanski šahist i prvak svijeta (1921. – 1927.), José Raúl Capablanca. Ovaj pothvat Capablanca je usporedio s Pillsburyjevim osvajanjem slavnog turnira u Hastingsu 1895.

## Vanjske poveznice

### Ostali projekti
|  | Zajednički poslužitelj ima još gradiva o temi Donostia-San Sebastián |